# Football League Two 2022-2023
La EFL League Two 2022-2023, conosciuta anche con il nome di Sky Bet League Two per motivi di sponsorizzazione, è stato il 65º campionato inglese di calcio di quarta divisione, nonché il 19º con la denominazione di League Two. La stagione regolare ha avuto inizio il 30 luglio 2022 e si è conclusa l'8 maggio 2023, mentre i play off si sono svolti tra il 13 ed il 28 maggio 2023. Ad aggiudicarsi il titolo è stato il Leyton Orient, al primo successo nella categoria. Le altre tre promozioni in Football League One, sono state invece conseguite dallo Stevenage (2º classificato), dal Northampton Town (3º classificato) e dal Carlisle United (vincitore dei play off). 
Capocannoniere del torneo è stato Andy Cook (Bradford City) con 28 reti.

## Stagione

### Novità
Al termine della stagione precedente, insieme ai campioni di lega del Forest Green (al primo titolo di quarta divisione della loro storia), salirono direttamente in Football League One anche l'Exeter City (2º classificato, al ritorno dopo undici anni nella serie superiore) ed il Bristol Rovers (3º classificato). Mentre il Port Vale, 5º classificato, raggiunse la promozione attraverso i play-off. L'Oldham Athletic e lo Scunthorpe United (entrambi per la prima volta fuori dalla Football League, rispettivamente dopo, centoquattordici e settantadue anni), che occuparono le ultime due posizioni della classifica, non riuscirono invece a mantenere la categoria e scesero in National League.
Queste sei squadre furono rimpiazzate dalle quattro retrocesse dalla Football League One: AFC Wimbledon, Gillingham (relegato dopo dieci anni nel quarto livello del calcio inglese), Doncaster Rovers e Crewe Alexandra e dalle due promosse provenienti dalla National League: Stockport County (risalito dopo dodici anni nel calcio professionistico ) e Grimsby Town.

### Formula
Le prime tre classificate vengono promosse direttamente in Football League One, insieme alla vincente dei play off a cui partecipano le squadre giunte dal 4º al 7º posto. Mentre le ultime due classificate retrocedono in National League.

## Squadre partecipanti
| Squadra           | Città              | Stadio                       | Stagione precedente                     |
| ----------------- | ------------------ | ---------------------------- | --------------------------------------- |
| AFC Wimbledon     | Londra (Wimbledon) | Plough Lane                  | 23º posto in EFL League One, retrocesso |
| Barrow            | Barrow-in-Furness  | Holker Street                | 22º posto in EFL League Two             |
| Bradford City     | Bradford           | Valley Parade                | 14º posto in EFL League Two             |
| Carlisle United   | Carlisle           | Brunton Park                 | 20º posto in EFL League Two             |
| Colchester United | Colchester         | Colchester Community Stadium | 15º posto in EFL League Two             |
| Crawley Town      | Crawley            | Broadfield Stadium           | 12º posto in EFL League Two             |
| Crewe Alexandra   | Crewe              | Gresty Road                  | 24º posto in EFL League One, retrocesso |
| Doncaster Rovers  | Doncaster          | Keepmoat Stadium             | 22º posto in EFL League One, retrocesso |
| Gillingham        | Gillingham         | Priestfield Stadium          | 21º posto in EFL League One, retrocesso |
| Grimsby Town      | Grimsby            | Blundell Park                | 6º posto in National League, promosso   |
| Harrogate Town    | Harrogate          | Wetherby Road                | 19º posto in EFL League Two             |
| Hartlepool United | Hartlepool         | Victoria Park                | 17º posto in EFL League Two             |
| Leyton Orient     | Londra (Leyton)    | Brisbane Road                | 13º posto in EFL League Two             |
| Mansfield Town    | Mansfield          | Field Mill                   | 7º posto in EFL League Two              |
| Newport County    | Newport            | Rodney Parade                | 11º posto in EFL League Two             |
| Northampton Town  | Northampton        | Sixfields Stadium            | 4º posto in EFL League Two              |
| Rochdale          | Rochdale           | Spotland Stadium             | 18º posto in EFL League Two             |
| Salford City      | Salford            | Moor Lane                    | 10º posto in EFL League Two             |
| Stevenage         | Stevenage          | Broadhall Way                | 21º posto in EFL League Two             |
| Stockport County  | Stockport          | Edgeley Park                 | 1º posto in National League, promosso   |
| Sutton United     | Londra (Sutton)    | Gander Green Lane            | 8º posto in EFL League Two              |
| Swindon Town      | Swindon            | County Ground                | 6º posto in EFL League Two              |
| Tranmere Rovers   | Birkenhead         | Prenton Park                 | 9º posto in EFL League Two              |
| Walsall           | Walsall            | Bescot Stadium               | 16º posto in EFL League Two             |

## Allenatori e primatisti
| Squadra          | Allenatore | Calciatore più presente (tra parentesi il numero delle presenze) | Cannoniere (tra parentesi il numero dei gol) |
| ---------------- | --- | ---------------------------------------------------------------- | -------------------------------------------- |
| AFC Wimbledon    | Johnnie Jackson | Ethan Chislett (44)                                              | Ali Al-Hamadi (10)                           |
| Barrow           | Pete Wild | Niall Canavan (46)                                               | Josh Gordon (15)                             |
| Bradford City    | Mark Hughes | Andy Cook, Harry Lewis (46)                                      | Andy Cook (28)                               |
| Carlisle Utd     | Paul Simpson | Jack Armer, Tomáš Holý (46)                                      | Kristian Dennis (20)                         |
| Colchester Utd   | Wayne Brown (1ª-9ª) Steve Ball (10ª) Matt Bloomfield (11ª-33ª) Ross Embleton (34ª-35ª) Ben Garner (36ª-46ª)              | Luke Chambers (43)                                               | Noah Chilvers (9)                            |
| Crawley Town     | Kevin Betsy (1ª-9ª) Lewis Young (13ª-19ª) Matthew Etherington (20ª-22ª) Darren Byfield (23ª-24ª) Scott Lindsey (25ª-46ª) | Jack Powell (45)                                                 | Dominic Telford (12)                         |
| Crewe Alexandra  | Alex Morris (1ª-16ª) Lee Bell (17ª-46ª)                                                                                  | Dan Agyei (46)                                                   | Dan Agyei (16)                               |
| Doncaster        | Gary McSheffrey (1ª-14ª) Danny Schofield (15ª-46ª)                                                                       | Kyle Hurst (45)                                                  | George Miller (11)                           |
| Gillingham       | Neil Harris | Max Ehmer (45)                                                   | Tom Nichols (6)                              |
| Grimsby Town     | Paul Hurst | Max Crocombe (46)                                                | Harry Clifton (7)                            |
| Harrogate Town   | Simon Weaver | Luke Armstrong (46)                                              | Luke Armstrong (16)                          |
| Hartlepool Utd   | Paul Hartley (1ª-9ª) Keith Curle (10ª-33ª) John Askey (34ª-46ª)                                                          | David Ferguson (44)                                              | Joshua Umerah (12)                           |
| Leyton Orient    | Richie Wellens | Lawrence Vigouroux (45)                                          | Paul Smyth (10)                              |
| Mansfield Town   | Nigel Clough | Christy Pym (42)                                                 | Will Swan (10)                               |
| Newport County   | James Rowberry (1ª-13ª) Darren Kelly (14ª) Graham Coughlan (15ª-46ª)                                                     | Omar Bogle, Cameron Norman (46)                                  | Omar Bogle (17)                              |
| Northampton Town | Jon Brady | Marc Leonard (45)                                                | Sam Hoskins (22)                             |
| Rochdale         | Robbie Stockdale (1ª-4ª) Jimmy McNulty (5ª-6ª) Jim Bentley (7ª-38ª) Jimmy McNulty (39ª-46ª)                              | Ian Henderson, Abraham Odoh (44)                                 | Devante Rodney (11)                          |
| Salford City     | Neil Wood | Ibou Touray, Theo Vassell (45)                                   | Callum Hendry (12)                           |
| Stevenage        | Steve Evans | Carl Piergianni (46)                                             | Luke Norris, Jamie Reid, Jordan Roberts (10) |
| Stockport County | Dave Challinor | Ryan Croasdale, Myles Hippolyte (41)                             | Kyle Wootton (14)                            |
| Sutton United    | Matt Gray | Joseph Kizzi (46)                                                | Will Randall Omar Bugiel (6)                 |
| Swindon Town     | Scott Lindsey (1ª-25ª) Gavin Gunning e Steve Mildenhall (26ª-27ª) Jody Morris (28ª-46ª)                                  | Sol Brynn (46)                                                   | Jonny Williams (10)                          |
| Tranmere         | Micky Mellon (1ª-37ª) Ian Dawes (38ª-46ª)                                                                                | Ethan Bristow Josh Dacres-Cogley (46)                            | Josh Hawkes (10)                             |
| Walsall          | Michael Flynn (1ª-43ª) Mat Sadler (44ª-46ª)                                                                              | Owen Evans (45)                                                  | Danny Johnson (12)                           |

## Classifica finale
|  | Pos. | Squadra          | Pt | G  | V  | N  | P  | GF | GS | DR  |
|  | ---- | ---------------- | -- | -- | -- | -- | -- | -- | -- | --- |
|  | 1.   | Leyton Orient    | 91 | 46 | 26 | 13 | 7  | 61 | 34 | +27 |
|  | 2.   | Stevenage        | 85 | 46 | 24 | 13 | 9  | 61 | 39 | +22 |
|  | 3.   | Northampton Town | 83 | 46 | 23 | 14 | 9  | 62 | 42 | +20 |
|  | 4.   | Stockport County | 79 | 46 | 22 | 13 | 11 | 65 | 37 | +28 |
|  | 5.   | Carlisle Utd     | 76 | 46 | 20 | 16 | 10 | 66 | 43 | +23 |
|  | 6.   | Bradford City    | 76 | 46 | 20 | 16 | 10 | 61 | 43 | +18 |
|  | 7.   | Salford City     | 75 | 46 | 22 | 9  | 15 | 72 | 54 | +18 |
|  | 8.   | Mansfield Town   | 75 | 46 | 21 | 12 | 13 | 72 | 55 | +17 |
|  | 9.   | Barrow           | 62 | 46 | 18 | 8  | 20 | 47 | 53 | -6  |
|  | 10.  | Swindon Town     | 61 | 46 | 16 | 13 | 17 | 61 | 55 | +6  |
|  | 11.  | Grimsby Town     | 61 | 46 | 16 | 13 | 17 | 49 | 56 | -7  |
|  | 12.  | Tranmere         | 58 | 46 | 15 | 13 | 18 | 45 | 48 | -3  |
|  | 13.  | Crewe Alexandra  | 58 | 46 | 14 | 16 | 16 | 48 | 60 | -12 |
|  | 14.  | Sutton Utd       | 58 | 46 | 15 | 13 | 18 | 46 | 58 | -12 |
|  | 15.  | Newport County   | 57 | 46 | 14 | 15 | 17 | 53 | 56 | -3  |
|  | 16.  | Walsall          | 55 | 46 | 12 | 19 | 15 | 46 | 49 | -3  |
|  | 17.  | Gillingham       | 55 | 46 | 14 | 13 | 19 | 36 | 49 | -13 |
|  | 18.  | Doncaster        | 55 | 46 | 16 | 7  | 23 | 46 | 65 | -19 |
|  | 19.  | Harrogate Town   | 52 | 46 | 12 | 16 | 18 | 59 | 68 | -9  |
|  | 20.  | Colchester Utd   | 49 | 46 | 12 | 13 | 21 | 44 | 51 | -7  |
|  | 21.  | AFC Wimbledon    | 48 | 46 | 11 | 15 | 20 | 48 | 60 | -12 |
|  | 22.  | Crawley Town     | 46 | 46 | 11 | 12 | 22 | 48 | 71 | -23 |
|  | 23.  | Hartlepool Utd   | 43 | 46 | 9  | 16 | 21 | 52 | 78 | -26 |
|  | 24.  | Rochdale         | 38 | 46 | 9  | 11 | 26 | 46 | 70 | -24 |

Legenda:
      Promosso in EFL League One 2023-2024.
  Ammesso ai play-off.
      Retrocesso in National League 2023-2024.
Regolamento:
Tre punti a vittoria, uno a pareggio, zero a sconfitta.
In caso di arrivo di due o più squadre a pari punti, la graduatoria verrà stilata secondo i seguenti criteri:
- differenza reti
- maggior numero di gol segnati
- classifica avulsa
- maggior numero di vittorie
- maggior numero di gol segnati in trasferta
- fair play
- spareggio

Note:

Salford City qualificato ai play off per miglior differenza reti rispetto all'ex aequo Mansfield Town.

## Spareggi

### Play-off

#### Tabellone
|  | Semifinali | Semifinali                 | Semifinali | Semifinali | Semifinali |  |  | Finale | Finale                 | Finale |  |
|  |            |                            |            |            |            |  |  |        |                        |        |  |
|  | 7          | Salford City               | 1          | 1          | 2          |  |  |        |                        |        |  |
|  | 4          | Stockport County (3-1 dcr) | 0          | 2          | 2          |  |  | 4      | Stockport County       | 1      |  |
|  | 6          | Bradford City              | 1          | 1          | 2          |  |  | 5      | Carlisle Utd (4-5 dcr) | 1      |  |
|  | 5          | Carlisle Utd (dts)         | 0          | 3          | 3          |  |  |        |                        |        |  |

#### Semifinali

##### Andata
| Arbitro: | Tom Nield |

|                |           |  |
| Matt Smith 17’ | Marcatori |  |

| Arbitro: | Ross Joyce |

|                  |           |  |
| Jamie Walker 18’ | Marcatori |  |

##### Ritorno
| Arbitro: | Ben Toner |

|                                     |                      |                            |
| Isaac Olaofe 18’ Jack Stretton 115’ | Marcatori            | 112’ Mallan                |
| Madden Croasdale Collar Sarcevic    | Tiri di rigore 3 – 1 | Lund Mariappa Barry Mallan |

| Arbitro: | Simon Mather |

|                                                          |           |                      |
| Brad Halliday 21’ (aut.) Callum Guy 98’ Ben Barclay 112’ | Marcatori | 116’ Matt Derbyshire |

#### Finale
| Arbitro: | Tom Nield |

|                                                  |                      |                                         |
| Jon Mellish 34’ (aut.)                           | Marcatori            | 84’ Omari Patrick                       |
| Lemonheigh-Evans Rydel Hippolyte Stretton Collar | Tiri di rigore 4 – 5 | Dennis Mellish Edmondson Moxon Charters |

## Statistiche

### Squadre

#### Primati stagionali
- Maggior numero di vittorie: Leyton Orient (26)
- Minor numero di vittorie: Hartlepool United e Rochdale (9)
- Maggior numero di pareggi: Walsall (19)
- Minor numero di pareggi: Doncaster Rovers (7)
- Maggior numero di sconfitte: Rochdale (26)
- Minor numero di sconfitte: Leyton Orient (7)
- Miglior attacco: Salford City e Mansfield Town (72 gol fatti)
- Peggior attacco: Gillingham (36 gol fatti)
- Miglior difesa: Leyton Orient (34 gol subiti)
- Peggior difesa: Hartlepool United (78 gol subiti)
- Miglior differenza reti: Leyton Orient (+27)
- Peggior differenza reti: Hartlepool United (-26)

### Individuali

#### Classifica marcatori
| Gol | Rigori |  | Giocatore       | Squadra                          |
| --- | ------ |  | --------------- | -------------------------------- |
| 28  | 3      |  | Andy Cook       | Bradford City                    |
| 22  | 2      |  | Sam Hoskins     | Northampton Town                 |
| 20  | 2      |  | Kristian Dennis | Carlisle United                  |
| 17  | 5      |  | Omar Bogle      | Newport County                   |
| 16  | 5      |  | Dan Agyei       | Crewe Alexandra                  |
| 16  | 1      |  | Luke Armstrong  | Harrogate Town                   |
| 15  | 2      |  | Josh Gordon     | Barrow                           |
| 14  |        |  | Kyle Wootton    | Stockport County                 |
| 13  | 1      |  | Danny Johnson   | Mansfield Town (1), Walsall (12) |
| 12  |        |  | Callum Hendry   | Salford City                     |
| 12  | 3      |  | Dominic Telford | Crawley Town                     |
| 12  | 2      |  | Joshua Umerah   | Hartlepool United                |